# Yandere
Das Wort Yandere (jap. ヤンデレ) bezeichnet einen bestimmten Charakterarchetyp, der in der japanischen Populärkultur vorkommt.
Als Yandere wird ein zumeist weiblicher Charaktertyp bezeichnet, der zu einer anderen Person eine intensive Zuneigung oder Liebe empfindet, welche häufig bis hin zu einer Obsession reicht. Ein meist sehr sanfter, liebevoller und umsorgender Charakter, dessen Liebe, Bewunderung oder Hingabe im späteren Verlauf instabile sowie zerstörerische Züge annehmen und in einen psychotischen Zustand führen. Infolgedessen kommt es aufgrund fehlgeleiteten Beschützerinstinkts oder aber auch der Angst des Verlassenwerdens nicht selten zu Gewalthandlungen bis hin dazu, dass der betroffene Charakter zum Mörder wird oder sich das Leben nimmt.
Das Gegenteil zu Yandere wird als Tsundere bezeichnet und beschreibt eine Entwicklung vom streitsuchenden, bisweilen auch brutalen Charakter zu einer netten und liebevollen Persönlichkeit. Im Gegensatz zu diesem ist der Begriff Yandere selbst nicht so stark verbreitet, da er erst in neueren Anime, Manga, Ren’ai-Spielen (z. B. Ren’ai-Adventure und Ren’ai-Simulationen) oder Erogē propagiert wurde.

## Wortabstammung
Der Begriff Yandere setzt sich aus einer Kombination der Worte yanderu (病んでる, dt. „krank sein“) und deredere (デレデレ, dt. „flirtend, verliebt“) zusammen. In substantivierter Form wird seltener auch der Begriff Yanderekko (ヤンデレっ娘) verwendet, der ein Mädchen mit beschriebener Persönlichkeit bezeichnet. Der Begriff Yandere hingegen wird als geschlechtsneutral beschrieben.

## Geschichte
Obwohl es Charaktere mit einer solchen Entwicklung bereits vorher gegeben hatte, wurde der Begriff 2005 für die Charaktere Kotonoha Katsura und Kaede Fuyō aus den Ren’ai-Adventure School Days von 0verflow bzw. Shuffle! von Navel geschaffen. Beide sind eher schüchterne Charaktere, die in den Protagonisten verliebt sind. Als er sich jedoch anderen Mädchen zuwendet, ermordet Kotonoha Katsura sie und Kaede Fuyō attackiert ihre Freundin Asa Shigure und verurteilt sie aufs Schlimmste, worauf diese wegen ihrer kränklichen Natur fast einem Herzinfarkt erliegt. Der Begriff wurde danach in Manga und Anime aufgenommen und erfuhr so eine weite Verbreitung.